# VKORC1
VKORC1は、ビタミンKエポキシドレダクターゼ複合体サブユニット1をコードする遺伝子である。この酵素的なタンパク質複合体はビタミンK2,3-エポキシドを活性型に還元する役割を持つ。この働きは効率的な凝固に重要である。ヒトでは、この遺伝子の変異はビタミンK依存凝固因子の欠乏をもたらすことがある。

## 機能
VKORC1タンパク質は、ビタミンKサイクルの核となる酵素である。VKORC1は163個のアミノ酸からなる膜タンパク質であり、小胞体に関連する。VKORC1 mRNAは多数の組織で発現している。VKORC1はビタミンKエポキシドをビタミンKに変換する働きを持ち、これはビタミンKの再利用の生理学的過程の律速段階である。ビタミンKエポキシドの還元は第VII因子や第IX因子、第X因子などの血液凝固タンパク質に含まれるグルタミン酸残基をカルボキシル化する働きを持つ。VKORC1はクマリン系抗凝固薬の必要服用量の患者間での大きな差を生じさせ、またビタミンK欠乏症の原因である可能性があることから、治療上の注目の対象となっている。
ワルファリンは抗凝固薬として、深部静脈血栓症、肺血栓塞栓症の治療や、心房細動、心血管疾患、人工心臓弁の患者の発作を防ぐために広く処方されている。ワルファリンはVKORC1の働きを阻害し、凝固タンパク質の補因子として利用可能なビタミンKの減少を引き起こす。ワルファリンの不適切な服用は大出血と小出血の両方のリスクを大きく上昇させる。ワルファリンの薬理学上の標的として、VKORC1はワルファリンへの応答の個体差を生じさせる候補遺伝子と考えられている。過去の研究は、 CYP2C9の遺伝子型がワルファリン代謝と応答に影響を及ぼすことを示している 

## 遺伝子
ヒトにおいては16番染色体に存在する。2つの偽遺伝子が1番染色体とX染色体で見つかっている。

## 臨床的意義
ヒトでは、この遺伝子の変異はビタミンK依存凝固因子の欠乏に関連する。凝固機能の低下により、致死性の出血が生じることがある。
VKORC1 1639 (または 3673) 一塩基多型では、野生型でのGアレルが変異型ではAアレルとなっている。Aアレルを持つ人々 (Aハプロタイプ) は Gアレルを持つ人々 (非Aハプロタイプ) より少ない量のVKORC1を産生する。これらの変異の保有率は人種によっても異なり、90-95%のアジア人、37%の白人、14%のアフリカ人がAアレルを持つ。Aアレルを持つ人々は凝固因子の産生量が少なく、凝固能力が小さい。
Aアレルを持つ患者にワルファリンを投与する場合、通常より少ない量の投与をする必要がある。遺伝子検査により変異の有無を検出でき、FDAはAアレルを持つ患者にワルファリンを投与する際に少量から開始することを推奨している。
2種の異なるアイソフォームをエンコードする、選択的スプライシングを受けた転写産物が発見されている。このアイソフォームはヒトとラットでワルファリン抵抗性の原因となる。これは、VKORC酵素の量と活性は変化していないものの、ワルファリンによる阻害作用を受けにくくなっているためである。このアイソフォーム変異は特定のエチオピア人とユダヤ人が保有する稀な例外である。